# Berceuse en re bemoll major
Composta a París en 1844, aquesta cançó de bressol va ser originalment concebuda com un conjunt de variacions –setze, en total- en re bemoll major, raó per la quan Frédéric Chopin va valorar la possibilitat de batejar la seva nova creació amb el nom de "Variacions". La peça, escrita en el tram final de la seva carrera, estaria dedicada a la seva pupil·la i admiradora Élise Gavard, donant lloc a una complexa figuració interpretativa en la qual flueixen notes de marcada textura i sonoritat.

## Història
Chopin va començar la composició l'estiu de 1843 a Nohant, on es va quedar amb George Sand. Com que el primer manuscrit estava en mans de la cantant Pauline Viardot, la composició podria haver estat inspirada en la seva filla petita, Louisette, que també hi va passar l'estiu mentre la seva mare estava fora fent concerts. El tema de la Berceuse es fa ressò d'una cançó que Chopin podria haver escoltat durant la seva infantesa, "Już miesiąć zeszedł, psy się uśpily" (La lluna ara ha sortit, els gossos estan adormits).
Chopin va completar Berceuse el 1844, poc abans de la seva Sonata per a piano en si menor. És una sèrie de 16 variacions d'un baix de terra ostinato. En un primer esbós de la composició, fins i tot se'ls assignava números a les "variants". Chopin va començar primer el treball amb el tema però va escriure dos compassos d'introducció més tard.
Al principi el compositor va titular l'obra Variantes, però el títol es va modificar per a la seva publicació a l'actual Berceuse, "berceuse" que significa literalment "cançó del bressol". Va ser publicat per primera vegada per Jean-Racine Meissonnier de París el 1844 i va ser dedicat a Élise Gavard (1824–1900), dient a la portada: "Berceuse/pour le piano/ dédié à/Mademoiselle Élise Gavard/par/F. CHOPIN." La primera publicació a Anglaterra va ser de Wessel & Co. a Londres el 22 de juny de 1845, i la primera publicació a Alemanya va ser de Breitkopf & Härtel a Leipzig el juliol de 1845.

## Estructura i música

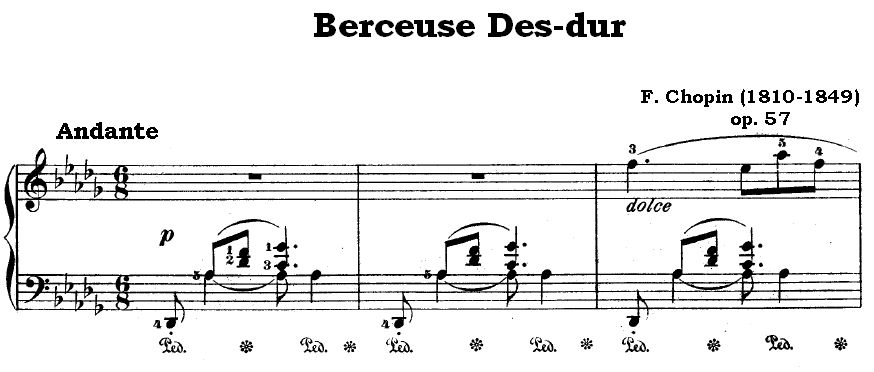
Berceuse en re bemoll major

Chopin va compondre l'obra com una sèrie de 16 variacions breus sobre un baix de terra ostinato. Primer va començar el treball amb el tema però va escriure dues mesures d'introducció més tard. La música comença i acaba en 6/8 temps. Les variacions de quatre mesures no es divideixen per repòs, sinó que formen un flux constant. Diverses variacions mostren línies ornamentals altament independents en filigrana ràpida complexa, en contrast amb el baix estable. La dinàmica es manté baixa durant tota la peça. La sonoritat i la textura configuren la música, que el musicòleg Jim Samson descriu com una "sensació de sortida i tornada". Assenyala que Claude Debussy estava interessat en aquest aspecte de la música de Chopin. Només una vegada, poc abans del final, canvia el baix.
Zdzisław Jachimecki va descriure la composició de la següent manera:
| « | Al principi, la melodia de la Berceuse es mostra en la seva totalitat. S'hi uneix la veu mitjana, que amb les seves síncopes bromeja amb el tema [compàs 7–10]. Posteriorment, el tema sona únicament en notes de gràcia [compàs 15–18]. Finalment, es polveritza en una pols lluminosa, transformada en un estat volàtil de passatges gairebé immaterials, trins i floritures [compàs 44-46]. Aleshores (al final) torna a la seva forma original [compàs 63–66]. | » |

Jean-Jacques Eigeldinger veu la Berceuse com una "peça lírica tardana", juntament amb la Barcarolle, op. 60, i el Nocturn, op. 62, núm. 1, totes elles plenes de "figuracions pianístiques" que recorden el seu estil "brillant" primerenc. Eigeldinger ha suggerit que l'estil de Chopin en aquestes peces "s'apropa al del simbolisme/impressionisme musical".